# Orocovis
Orocovis ist eine der 78 Gemeinden von Puerto Rico. Sie liegt im Zentrum von Puerto Rico. Aufgrund ihrer Lage wird sie als Corazón de Puerto Rico (Herz von Puerto Rico) und Centro Geográfico de Puerto Rico (Geographisches Zentrum von Puerto Rico) tituliert. Sie hatte 2019 eine Einwohnerzahl von 20.220 Personen.

## Geschichte
Schon vor der spanischen Kolonisation im 16. Jahrhundert waren Taíno-Indianer in der Region Orocovis ansässig. Sie wurden vom Kaziken Orocobix angeführt und seine Gruppe von Taino war als die Jatibonicu bekannt. Nachdem sich die Spanier auf der Insel niederließen, wurde die Region Barros genannt und als Barrio Barranquitas bezeichnet.
Am 25. Mai 1825 erteilten die Nachbarn der Region Don Juan de Rivera Santiago die Vollmacht, den Gouverneur um die Genehmigung zu bitten, eine Gemeinde in Barros zu gründen, wo sie fast 14 Morgen Land von Doña Eulalia de Rivera gekauft hatten um mehrere kommunale Werke zu errichten. Aufgrund der Entfernung zu Gewässern wurde die Siedlung jedoch an einen anderen Ort verlegt. Am 10. November 1825 erteilte der Gouverneur Miguel de la Torre die Genehmigung zur Gründung der neuen Gemeinde Barros.
Im Jahr 1838 wurde die Pfarrei San Juan Bautista de Barros gegründet und am 29. Oktober desselben Jahres gesegnet und eingeweiht. Doch 1875 zerstörte ein Feuer die Kirche, das Haus des Königs, das Haus des Priesters und mehrere Häuser.
Im Jahr 1928 verabschiedete die Gesetzgebende Versammlung von Puerto Rico einen Beschluss, den Namen von Barros in Orocovis zu ändern, um den gleichnamigen Taíno-Kaziken zu ehren, der in dieser Region lebte.

## Gliederung
Die Gemeinde ist in 17 Barrios aufgeteilt:
1. Ala de la Piedra
2. Barros
3. Bauta Abajo
4. Bauta Arriba
5. Bermejales
6. Botijas
7. Cacaos
8. Collores
9. Damián Abajo
10. Damián Arriba
11. Gato
12. Mata de Cañas
13. Orocovis
14. Orocovis barrio-pueblo
15. Pellejas
16. Sabana
17. Saltos

## Persönlichkeiten
- Bobby Valentín (* 1941), Musiker